# Biblioteca pública del condado de Jefferson
Biblioteca pública del condado de Jefferson (en inglés: Jefferson County Public Library) es la tercera biblioteca pública más grande en el estado de Colorado al oeste de los Estados Unidos. La misión de la biblioteca es satisfacer las necesidades cambiantes de sus comunidades, proporcionando información y ambientes que promuevan el crecimiento personal y la transformación de la comunidad. Una tarjeta de la biblioteca JCPL es la clave para una red de 10 bibliotecas, Bookmobile, una biblioteca para niños que viajan y el eTrain Mobile Computer Training Lab. La biblioteca ofrece una colección de más de 1,3 millones de libros, revistas, CD y DVD, además de los recursos informáticos y de Internet.